# Bruce Frayne
Bruce Frayne, född 24 januari 1958, är en australisk friidrottare. Han deltog vid olympiska sommarspelen 1984.